# Chase H.Q.
Chase H.Q. ist ein Rennspiel, das von der japanischen Firma Taito im Jahr 1988 zunächst als Arcade-Automat veröffentlicht wurde. Aufgrund des großen Erfolges entstanden zahlreiche Portierungen für andere Computersysteme sowie mehrere Nachfolger. Kennzeichnend für das Spiel ist, dass es anders als zahlreiche Spiele des Genres kein Autorennen zum Inhalt hat, sondern Verfolgungsjagden.

## Spielinhalt
Der Spieler übernimmt die Rolle eines verdeckten Ermittlers, der mit seiner Zivilstreife auf öffentlichen Straßen die Fahrzeuge von flüchtigen Verbrechern verfolgen und stellen soll. Hierbei gliedert sich der Spielablauf in zwei Phasen: Zunächst muss der Spieler versuchen, mit seinem Fahrzeug zum Verbrecherfahrzeug aufzuschließen. Ist dies erfolgt, muss der Spieler das Fluchtfahrzeug zum Anhalten bringen, indem er es durch wiederholtes Rammen bis zur Fahruntüchtigkeit beschädigt. Ist dies geschafft, gilt der Spielabschnitt als beendet.
Ähnlich wie bei anderen Arcade-Rennspielen existiert eine Zeitbegrenzung für das Spiel. Zunächst stehen dem Spieler 60 Sekunden zur Verfügung, um das Zielfahrzeug einzuholen. Sobald dies geschehen ist, wird der Zähler erneut auf 60 Sekunden gesetzt, die dem Spieler nun verbleiben, um das Verbrecherfahrzeug zu beschädigen. Läuft die Zeit ab, gilt das Spiel als verloren, kann jedoch durch erneuten Münzeinwurf an gleicher Stelle fortgesetzt werden.
Die gefahrenen Strecken zeichnen sich jeweils dadurch aus, das an einigen Stellen Gabelungen existieren. Wählt der Spieler hier die richtige Abzweigung, so kann er durch eine Abkürzung wesentlich schneller zum Gegnerfahrzeug aufschließen. Zusätzlich sind die Straßen von zahlreichen sonstigen Verkehrsteilnehmern bevölkert, bei denen Kollisionen mit dem Spielerfahrzeug einen empfindlichen Geschwindigkeitsverlust bedeuten.
Für die gefahrene Strecke und die bei Beendigung des Levels verbliebene Zeit erhält der Spieler Punkte, die nach Spielende in eine Highscore-Tabelle eingetragen werden.

## Steuerung
Der Spieler steuert das Fahrzeug am Automaten über Lenkrad und Pedale, wobei es den Automaten in mehreren Bauformen gab: Unter anderem existierte eine Form, in der der Spieler vor dem Automaten stand, und einen größeren Automaten, in dem sich der Spieler in ein stilisiertes Fahrzeug-Cockpit setzen konnte.
Als weiteres Steuerungselement existiert ein Schalthebel, mit dem der Spieler zwischen zwei Fahrstufen wählen konnte: Der niedrige Gang bedeutete dabei gute Beschleunigung, aber eine Höchstgeschwindigkeit von lediglich 205 km/h. Im hohen Gang dagegen konnte eine Geschwindigkeit von ca. 320 km/h erreicht werden, allerdings war die Beschleunigung aus dem Stand wesentlich schlechter.
Als letztes Element der Steuerung existiert ein „Nitro-Boost“. Hierbei wird das Fahrzeug kurzzeitig auf Geschwindigkeiten von über 400 km/h beschleunigt, allerdings stehen pro Level nur drei derartige Boni zur Verfügung.

## Fahrzeuge
Das vom Spieler gesteuerte Fahrzeug ist ein anthrazitfarbener Porsche 928. Die jeweiligen Gegnerfahrzeuge in den einzelnen Leveln sind die folgenden:
- Level 1: Weißer Lotus Esprit
- Level 2: Gelber Lamborghini Countach
- Level 3: Grauer Porsche 930
- Level 4: Blauer Ferrari 288 GTO
- Level 5: Roter Porsche 928

Auch der Straßenverkehr setzte sich überwiegend aus unterschiedlich kolorierten Fahrzeugen dieser Typen zusammen; der einzige andere Fahrzeugtyp war ein Toyota Hilux.

## Umsetzungen und Nachfolger
Chase H.Q. wurde 1989 von Ocean Software auf mehrere Heimcomputer portiert, und zwar auf ZX Spectrum, Amstrad CPC, Commodore 64, Commodore Amiga und Atari ST. Hierbei gelangte insbesondere die Spectrum-Version zu großer Bekanntheit.
Portierungen auf Spielkonsolen wurden von Taito selbst veröffentlicht. Zunächst erschien 1989 eine Fassung für Nintendo Entertainment System (1989), 1991 kamen solche für Game Boy, Sega Master System und Sega Game Gear hinzu. 1992 erschienen Fassungen für die 16-Bit-Konsolen PC Engine und Sega Mega Drive, letztere wurde unter den Titeln Super Chase H.Q. (Japan, Europa) und Chase H.Q. II (USA) veröffentlicht. Die PC-Engine-Fassung wurde 2008 für die Virtual Console der Wii angeboten.
Als direkter Nachfolger gilt das 1989 veröffentlichte Special Criminal Investigation. Das grundlegende Spielprinzip wurde beibehalten, allerdings wurden als zusätzliches Spielelement Schusswaffen eingeführt, mit denen die Fluchtfahrzeuge aus der Entfernung beschädigt werden konnten. Das Spielerfahrzeug in diesem Spiel war nunmehr ein Nissan 300ZX Z32 mit Targadach.
Das zweite Sequel erschien 1992 und trug den Titel Super Chase: Criminal Termination. Im Unterschied zu den Vorgängern wurde hier das Geschehen aus der Fahrerperspektive gezeigt. Außerdem tritt der Spieler nicht mehr gegen einzelne Gegnerfahrzeuge an, sondern gegen mehrere Fahrzeuge pro Level und sogar gegen Hubschrauber. Eine diesem Spiel sehr ähnliche Fassung wurde im selben Jahr für das Super Nintendo Entertainment System unter dem Titel Super Chase H.Q. veröffentlicht.
2007 veröffentlichte Taito ein Spiel mit dem Titel Chase H.Q. 2, das jedoch ausschließlich in Japan und nur als Automatenversion erschien. Als indirekter Nachfolger der Serie gilt zudem das 1997 für Sonys PlayStation erschienene Spiel Ray Tracers, das jedoch den Renncharakter mehr betonte. Außerdem wurde 1999 das Spiel Chase H.Q. Secret Police für den Game Boy Color veröffentlicht, das die Verfolgungsjagden um einen Planungsteil erweiterte, bei dem der Spieler die Verfolgung des Fluchtfahrzeuges mit mehreren Polizeistreifen auf einem Straßenplan koordinieren musste.
In den 2000er-Jahren veröffentlichte ein chinesisches Programmierstudio ein PC-Spiel namens Chase H.Q. 2 Evolution. Dieses Spiel hat jedoch mit der Spielereihe von Taito nichts zu tun, stattdessen war dies ein Rallye-Spiel, bei dem es sich offensichtlich um eine Bootleg-Fassung des 1998 erschienenen Sega Rally Championship 2 handelte.